# Todirostre du Maracaïbo
Todirostrum viridanum
Espèce
Statut de conservation UICN

 LC  : Préoccupation mineure
Le Todirostre du Maracaïbo (Todirostrum viridanum) est une espèce de passereaux de la famille des Tyrannidae,,.

## Distribution
Cet oiseau vit sur les côtes du nord-ouest du Venezuela (États de Zulia et de Falcón),,.

## Systématique
Cette espèce est monotypique selon la classification de référence du Congrès ornithologique international (version 9.1, 2019).